# Jhonnattann Benites da Conceição
Jhonnattann Benites da Conceição, meglio noto come Jhonnattann (Cardoso Moreira, 27 luglio 1989), è un calciatore brasiliano, attaccante svincolato.

## Carriera
In carriera ha giocato 9 partite di qualificazione alle coppe europee, di cui 7 per la Champions League e 2 per l'Europa League, tutte con il Valletta.